# La Estancia, Tierra Blanca
La Estancia är en ort i Mexiko.   Den ligger i kommunen Tierra Blanca och delstaten Guanajuato, i den centrala delen av landet, 200 km nordväst om huvudstaden Mexico City. La Estancia ligger 1 956 meter över havet och antalet invånare är 237.
Terrängen runt La Estancia är huvudsakligen kuperad, men söderut är den bergig. Runt La Estancia är det ganska glesbefolkat, med 29 invånare per kvadratkilometer. Närmaste större samhälle är El Picacho, 8,3 km nordväst om La Estancia. Omgivningarna runt La Estancia är i huvudsak ett öppet busklandskap.